# Казкеево
Казке́ево (тат. Кәзкәй) — село в Актанышском районе Республики Татарстан. Административный центр Казкеевского сельского поселения.

## География
Село находится в Восточном Закамье, на реке Сюнь, вблизи административной границы республик Татарстан и Башкортостан. Село расположено в 8 км к юго-востоку от районного центра — села Актаныш.

## История
В 1848 году в селении были учтены помещичьи (тевкелевские) крестьяне, в 1859 году — мещане. В середине XIX века тептяри были переселены в другие волости. Так, в 1861 году 13 человек из 3 семей были переселены в село Красный Яр Уфимского уезда. По Подворной переписи 1912 года в селе жили башкиры-вотчинники, бывшие тевкелевские помещичьи крестьяне из татар и надельные мещане из башкир.
До 1866 года селение относилось к Ябалаковской тюбе Кыргызской волости.

## Население
| 1795 | 1884 | 1897 | 1908 | 1920 | 1926 | 1949 | 1958 | 1970 | 1979 | 1989 | 2002 | 2010 | 2015 |
| ---- | ---- | ---- | ---- | ---- | ---- | ---- | ---- | ---- | ---- | ---- | ---- | ---- | ---- |
| 80   | 839  | 818  | 828  | 951  | 855  | 577  | 463  | 585  | 475  | 351  | 335  | 304  | 285  |

Национальный состав
Согласно результатам переписи 2002 года, в национальной структуре населения села татары составляли 96%.

## Инфраструктура
Через село проходят автомобильные дороги регионального значения Актаныш — Казкеево — Аишево, Казкеево — Тыннамасово.

### Комментарии
1. ↑  Расстояние измерено с помощью инструментария Яндекс.Карты
2. ↑  душ мужского пола